# 389 Індустрія
389 Індустрія (389 Industria) — астероїд головного поясу, відкритий 8 березня 1894 року Огюстом Шарлуа у Ніцці.